# Glaucocharis torva
Glaucocharis torva là một loài bướm đêm trong họ Crambidae.